# Lasiotrichius sichuanicus
Lasiotrichius sichuanicus är en skalbaggsart som beskrevs av Krajcik 2001. Lasiotrichius sichuanicus ingår i släktet Lasiotrichius och familjen Cetoniidae. Inga underarter finns listade i Catalogue of Life.